# Elezioni federali in Canada del 1872
Le elezioni federali in Canada del 1872 sono state la seconda elezione federale della storia del paese, tenutasi dal 20 luglio al 12 ottobre 1872. L'elezione ha coinvolto le province di Columbia Britannica, Manitoba, Ontario, Québec, Nuovo Brunswick e Nuova Scozia.
L'affluenza è stata 70,6%

## Partiti e leader

### Partito Conservatore
I Conservatori erano il gruppo generalmente di Centro-destra ed erano favorevoli al controllo britannico. Il loro leader, John A. Macdonald, era già stato Primo Ministro negli ultimi 5 anni e i conservatori avevano vinto la precedente elezione nel Elezioni federali in Canada del 1867.

### Partito Liberale
I Liberali erano un gruppo generalmente di orientamento più radicale, sebbene in questa elezione si spostassero verso il Centro politico. Il loro leader dal 1870, dopo aver perso la precedente elezione nel 1867, era Edward Blake, che durante il periodo delle elezioni era anche il premier della provincia dell'Ontario.

### Partito Conservatore-Liberale
I Conservatori-Liberali erano un gruppo più conservatore e di destra, generalmente meno favorevole al supporto dell'Impero Britannico. Il loro leader era John A. Macdonald, che era anche il leader del Partito Conservatore.

### Partito Conservatore-Laburista
I Conservatori-Laburisti furono il primo partito canadese che, almeno nel nome, supportava esplicitamente i lavoratori. Questo gruppo nacque quando Henry Buckingham Witton decise di candidarsi per la circoscrizione di Hamilton, in Ontario, e, data la natura lavoratrice della città, aggiunse "Laburista" al nome del partito. Tuttavia, dopo aver vinto il suo seggio, Witton decise di unirsi al caucus dei Conservatori, rendendo John A. Macdonald il leader de facto del partito.

## Risultati

Distribuzione dei seggi dopo le elezioni del 1872

### Risultati nazionali
| ! Partito              | Leader            | Percentuale | Seggi |
| ---------------------- | ----------------- | ----------- | ----- |
| Conservatori           | John A. Macdonald | 34,5%       | 100   |
| Liberali               | Edward Blake      | 22,7%       | 94    |
| Conservatori-Liberali  | John A. Macdonald | 12,9%       | 37    |
| Conservatori-Laburisti | John A. Macdonald | 0,45%       | 1     |
| Indipendenti           |                   | 26,18%      | 6     |

### Risultati per provincia
| ! Partito              | Québec | Ontario | Nuovo Brunswick | Nuova Scozia | Colombia Britannica | Manitoba | Totale |
| ---------------------- | ------ | ------- | --------------- | ------------ | ------------------- | -------- | ------ |
| Conservatori           | 25     | 26      | 2               | 7            | 1                   | 1        | 62     |
| Liberali               | 26     | 48      | 9               | 8            | 2                   | 1        | 94     |
| Conservatori-Liberali  | 12     | 12      | 3               | 6            | 3                   | 1        | 37     |
| Conservatori-Laburisti | 0      | 1       | 0               | 0            | 0                   | 0        | 1      |
| Indipendenti           | 2      | 1       | 2               | 0            | 0                   | 1        | 6      |

## Governo
Dopo questa elezione, il caucus dei Conservatori e dei Conservatori-Liberali (con l'aggiunta dei Conservatori-Laburisti) aveva 100 seggi, uno in meno dei 101 necessari per ottenere una Maggioranza assoluta. Di conseguenza, John A. Macdonald si alleò con 2 membri indipendenti (Donald A. Smith e Ulysse-Janvier Robillard) per formare il suo secondo governo.